# Брејди Шеј
Брејди Шеј (енгл. Brady Skjei — Лејквил, 26. март 1994) професионални је амерички хокејаш на леду који игра на позицијама одбрамбеног играча.
Члан је сениорске репрезентације Сједињених Држава за коју је на међународној сцени дебитовао на светском првенству 2016. године.
Учествовао је на улазном драфту НХЛ лиге 2012. где га је као 28. пика у првој рунди одабрала екипа Њујорк ренџерса. Након драфта три сезоне је играо у колеџ лиги за екипу Универзитета Минесота. Средином децембра 2015. дебитовао је за Ренџерсе у НХЛ лиги.